# Leyrieu
Leyrieu település Franciaországban, Isère megyében. Lakosainak száma 919 fő (2022. január 1.). Leyrieu Saint-Romain-de-Jalionas, Vernas, Annoisin-Chatelans és Crémieu községekkel határos.

## Népesség
A település népességének változása:
| Lakosok száma | 230  | 376  | 461  | 698  | 788  | 799  | 838  | 871  | 898  | 919  |
|               | 1968 | 1982 | 1990 | 2006 | 2013 | 2015 | 2017 | 2019 | 2020 | 2022 |